# カンチャイ・ブンパーン
カンチャイ・ブンパーン（ขรรค์ชัย บุนปาน、1944年4月21日 - ）はタイの日刊新聞マティチョンの創設者の一人。マティチョン・グループ会長。ジャーナリスト、コラムニスト、作家。2005年シーブーラパー賞受賞者。

## 経歴
カンチャイは1944年4月21日ラーチャブリー県で生まれた。ヌワンノラディット(โรงเรียนนวลนรดิศ）高校に進学。さらにシラパコーン大学考古学部に進学する。 学生の頃から、『サヤーム・ラット週刊評論』(สยามรัฐสัปดาหวิจารณ์）、『チャーウ・クルン』（ชาวกรุง）、『チョー・ファー』(ช่อฟ้า）、『フアン・ナコーン』（เฟื่องนคร）、『サーム・ヨート』（สามยอด）、『ヌム・ナオ・サーウ・スワイ』（หนุ่มเหน้าสาวสวย）などの雑誌へ多くの文章、詩、短編を投稿していた。 大学卒業後、まずサヤーム・ラットに入社し、ジャーナリストの道に入る。カンチャイの機知は、ククリット・プラーモートも気にいっており、かつてククリットが「最善な避妊方法(クム・ガムネーク：คุมกำเนิด)は何か」とカンチャイに訊ねたとき、「欲情を抑えること(クム・ガムナット：คุมกำหนัด)」と答えたといわれている。この他にも、 『世界は踏みつけるためにあり、背負うためにはない』（โลกมีไว้เหยียบ ไม่ได้มีไว้แบก）などの鋭い言葉もある。
2005年、シーブーラパー賞ジャーナリスト部門を受賞。 娘のバーンブア・ブンパーンは日刊新聞マティチョンの編集長。